# Frederic Prokosch
Frederic Prokosch (* 17. Mai 1908 in Madison, Wisconsin; † 6. Juni 1989 in Grasse (Quartier „Le Plan“), Département Alpes-Maritimes) war ein US-amerikanischer Schriftsteller, der Romane, Lyrik, literarische Übersetzungen und Essays publizierte.

## Leben
Frederic Prokosch war ein Sohn des deutsch-böhmischen Emigranten und Germanistik-Professors an der Yale University, Eduard Prokosch (1876–1938).
Seine akademische Ausbildung absolvierte Frederic Prokosch am Haverford College und am britischen King’s College der Cambridge University, die er 1926 und 1937 mit einem MA abschloss. An der Yale University promovierte er 1933 zum Dr. phil.
Während des Zweiten Weltkriegs war Frederic Prokosch Kulturattaché an den US-amerikanischen Botschaften in Portugal und Schweden. Nach Kriegsende 1945 blieb er in Europa und traf viele seiner zeitgenössischen literarischen Berühmtheiten, die er später in seinen Memoiren schilderte, und wurde ein bekannter Autor von Reise- und Abenteuerromanen.
Im Jahre 1968 verkaufte er seinen literarischen Bestand, darunter im Eigendruck hergestellte Bücher mit eigenen und fremden Werken, die sogenannten Butterfly Books. Später stellte sich heraus, dass die Jahresangaben in diesen Druckerzeugnissen falsch waren und Prokosch sie erst kurz vor dem Verkauf hatte herstellen lassen.

## Rezeption
Frederik Prokoschs Romane The Asiatics und The Seven Who Fled wurden in den 1930er Jahren Bestseller und von europäischen Schriftstellern wie Thomas Mann und André Gide lobend beachtet. Klaus Mann, der The Asiatics hoch lobte, hatte Prokosch schon als Jugendlichen getroffen. In fast allen seinen Büchern nahm er Themen vorweg, die nach dem Ende des Zweiten Weltkriegs im Jahr 1945 von den Vertretern der sogenannten Beat Generation wieder aufgegriffen wurden. Die Romane haben selten Handlung und Plot in konventionellem Sinn, sondern beschreiben das unstete und ziellose Umherschweifen ihrer Hauptpersonen, z. B. durch Asien, wie in Die Asiaten und Sieben auf der Flucht oder durch den amerikanischen Kontinent wie in Die Nacht der Armen und in Amerika, meine Wildnis. Sein lebendiger und ausgesprochen sinnlich wirkender Schreibstil und die metaphysischen Betrachtungen, die in seine Erzählungen eingeflochten sind, begründeten seinen Ruf als Romantiker des 20. Jahrhunderts.
Die Veröffentlichung seiner Autobiografie Voices: A Memoir 1984 brachte Prokosch erneut Medienaufmerksamkeit und Verkaufserfolg. Seine früheren Bestseller erschienen in Neuauflagen.
Der literarische Nachlass von Frederic Prokosch liegt größtenteils im Harry Ransom Humanities Research Center an der University of Texas at Austin.

## Auszeichnungen
- Harper-Preis für Literatur für seinen Roman The Seven Who Fled

## Publikationen
- Amerika, meine Wildnis. Roman („America, my Wilderness“). Ullstein, Berlin 1973, ISBN 3-550-06234-6.
- Die Asiaten. Roman („The Asiatics“). Rowohlt, Reinbek 1988, ISBN 3-499-12367-3.
- Die metaphysische Piazza. Ein Buch der Begegnungen („Voices. A Memoir“). Verlag R. Piper, München 1984, ISBN 3-492-02868-3 (Memoiren).
- Die Nacht der Armen. Roman („Night of the Poor“). Paul Zsolnay Verlag, Wien 1949.
- Neun Tage nach Mukalla. Roman („Nine Days to Mukalla“). Rowohlt, Reinbek 1960.
- Sieben auf der Flucht. Roman („The Seven Who Fled“). Rowohlt, Reinbek 1988, ISBN 3-499-12304-5.
- Sturm und Echo. Roman („Storm and Echo“). Rowohlt, Reinbek 1952.
- Und kalt glänzt der Marmor. Ein Roman um das Tadsch Mahal („The dark dancer“). Rowohlt, Reinbek 1966.